# Computer Entertainment Rating Organization
Computer Entertainment Rating Organization (CERO) - một tổ chức phi lợi nhuận Nhật Bản, trao giải thưởng xếp hạng trò chơi máy tính và phần mềm để bán tại Nhật Bản. Xếp hạng cho thấy người tiêu dùng trong nhóm tuổi, một thể loại của những người sử dụng có thể sử dụng sản phẩm này. Chạy từ tháng 7 năm 2002 trở đi như là một nhánh của Hiệp hội các nhà cung cấp máy tính giải trí.

## Nhãn xếp hạng CERO
Vào ngày 1 tháng 3 năm 2006, CERO đã triển khai bản sửa đổi mới nhất cho hệ thống xếp hạng của mình. Các ký hiệu mà CERO sử dụng là các chữ cái Latinh cách điệu, được đặt tên theo cách chấm điểm trong giáo dục, ngoại trừ "F" được thay thế bằng "Z". Mỗi mục đích đều nhằm truyền tải sự phù hợp của trò chơi đối với trẻ vị thành niên. "Các nhãn xếp hạng CERO" được nhóm lại thành "các nhãn phân loại độ tuổi" và "các nhãn khác". Các nhãn phân loại độ tuổi bao gồm năm nhãn sau đây. Một trong số các nhãn được in ở phía dưới bên trái của mặt trước hộp trò chơi và một thanh màu tương ứng cũng được hiển thị trên phần gáy hộp. (Màu của thanh xếp hạng: đen cho "A"; xanh lá cây cho "B"; xanh lam cho "C"; cam cho "D"; đỏ cho "Z")
| Nhãn | Xếp hạng                                                       | Mô tả |
| ---- | -------------------------------------------------------------- | --- |
|      | Phù hợp với mọi lứa tuổi (全年齢対象 Zen nenrei taishō)        | Các các thể hiện và nội dung bị giới hạn theo độ tuổi cụ thể không được đưa vào trò chơi, do đó phù hợp với mọi lứa tuổi. Tất cả các trò chơi từng được xếp hạng Tất cả đều thuộc danh mục này. |
|      | 12 tuổi trở lên (12才以上対象 Jūnisai ijō taishō)              | Trò chơi có cách thể hiện và nội dung chỉ phù hợp với trẻ từ 12 tuổi trở lên. Tất cả các trò chơi từng được xếp hạng 12 đều thuộc danh mục này. |
|      | 15 tuổi trở lên (15才以上対象 Jūgosai ijō taishō)              | Trò chơi có cách thể hiện và nội dung chỉ phù hợp với trẻ từ 15 tuổi trở lên. Tất cả các trò chơi từng được xếp hạng 15 đều thuộc danh mục này. |
|      | 17 tuổi trở lên (17才以上対象 Jūnanasai ijō taishō)            | Chứa nội dung người lớn. Bất kỳ ai dưới 17 tuổi không thể mua trò chơi điện tử có xếp hạng này nếu không có sự đồng ý của cha mẹ. Trò chơi có cách thể hiện và nội dung chỉ phù hợp với người từ 17 tuổi trở lên. Một số trò chơi từng được xếp hạng 18 được xếp vào danh mục này. |
|      | 18 tuổi trở lên (18才以上のみ対象 Jūhassai ijō nomi taishō)    | Mang nặng nội dung dành cho người lớn. Bất kỳ ai dưới 18 tuổi mua trò chơi điện tử có xếp hạng này là bất hợp pháp. Trò chơi có cách thể hiện và nội dung chỉ phù hợp với người từ 18 tuổi trở lên. Một số trò chơi từng được xếp hạng 18 được xếp vào danh mục này. |
|      | Giáo dục/Cơ sở dữ liệu (教育・データベース Kyouiku Deetabeesu) | Xếp hạng đặc biệt chỉ áp dụng cho các phần mềm không phải trò chơi, phần mềm giáo dục/tiện ích (ví dụ: sách) được phát hành trên console, dành cho người dùng lớn tuổi (thay vào đó, những trò chơi, phần mềm dạng này dành cho trẻ em được xếp hạng A). Mặc dù đánh giá có tên là giáo dục nhưng nó vẫn có thể có những cách diễn đạt và nội dung có thể không phù hợp với trẻ vị thành niên. |
|      | Tương thích với quy định của CERO (規定適合 Kitei tekigō)      | Chỉ áp dụng cho phiên bản dùng thử của trò chơi. Các trò chơi có xếp hạng này không có đủ các yếu tố, cách thể hiện và nội dung đặc trưng trong phiên bản đầy đủ của trò chơi. |
|      | Được lên lịch để đánh giá (審査予定 Shinsa yotei)              | Trò chơi chưa được ấn định xếp hạng cuối cùng. Được sử dụng trong các đoạn giới thiệu và quảng cáo cho các trò chơi chưa được CERO đánh giá xếp hạng cuối cùng. |

### Biểu tượng nội dung
Vào tháng 4 năm 2004, CERO đã định nghĩa các "biểu tượng nội dung" sau đây. Biểu tượng nội dung thể hiện rằng quyết định phân loại độ tuổi đã được đưa ra dựa trên các dạng thức thuộc về một (hoặc nhiều) biểu tượng nội dung. Chúng được nhóm thành chín loại. Các biểu tượng này được hiển thị ở mặt sau của tất cả các hộp trò chơi ngoại trừ những hộp được xếp hạng "A" hoặc "Giáo dục/Cơ sở dữ liệu".
| Biểu tượng nội dung     | Mô tả |
| ----------------------- | --- |
| Tình yêu                | Chứa các biểu hiện của sự lãng mạn hoặc tình yêu. (Có thể bao gồm hôn, ôm, hẹn hò và các biểu hiện khác của ham muốn hoặc mối quan hệ lãng mạn.) |
| Nội dung khiêu dâm      | Chứa các biểu hiện về quan hệ tình dục hoặc hoạt động tình dục. (Có thể bao gồm đồ bơi hoặc trang phục khêu gợi, đồ lót hở hang, khỏa thân một phần, hành vi khiêu gợi, suy nghĩ đồi bại, mại dâm, tiếp xúc và/hoặc hoạt động tình dục cũng như các nội dung khiêu dâm khác.) |
| Bạo lực                 | Chứa hoạt động bạo lực. (Có thể bao gồm đánh nhau, gây tổn hại cơ thể và gây thương tích, giết chóc, chặt xác, mô tả xác chết, máu me và nội dung bạo lực khác.) |
| Kinh dị                 | Chứa các yếu tố ghê dợn hoặc kinh dị. (Có thể bao gồm các nhân vật kinh dị truyền thống như ma, thây ma, ma cà rồng hoặc các yếu tố huyền bí khác cũng như những khoảnh khắc được thiết kế để gây sợ hãi. Thường được sử dụng để chỉ các trò chơi có thể khiến trẻ em sợ hãi, biểu tượng Kinh dị có thể không được tìm thấy trên các trò chơi đáng sợ ở bên ngoài vor hộp có xếp hạng độ tuổi thấp hơn, ngay cả trong các trò chơi thuộc thể loại Kinh dị.) |
| Uống rượu bia/Hút thuốc | Chứa các mô tả hoặc nguồn gốc đến việc uống rượu, hút thuốc lá hoặc xì gà. |
| Đánh bạc                | Chứa các hoạt động cờ bạc, bằng cách mô tả hoặc ở dạng tương tác. |
| Tội phạm                | Chứa hoạt động tội phạm, bằng cách mô tả hoặc ở dạng tương tác. (Có thể bao gồm hoạt động bất hợp pháp, hành vi nguy hiểm và trái pháp luật, hành vi lạm dụng, hãm hiếp, tội phạm có tổ chức và các hành vi tội phạm khác.) |
| Ma túy                  | Chứa mô tả hoặc đề cập đến việc sử dụng thuốc và ma tuý bất hợp pháp. |
| Ngôn từ                 | Chứa ngôn ngữ tục tĩu, xúc phạm hoặc mù quáng. |